# 太田市の歌
「太田市の歌」（おおたしのうた）は、群馬県太田市が制定した市歌である。作詞は制定時の旧版が井田誠一、新設合併後の改訂版が古舘多加志。作曲は歌詞の改訂前から一貫して團伊玖磨。

## 解説
1983年（昭和58年）の市制35周年記念事業として「市民の心のシンボルにふさわしく、誰でも歌える品格のあるもの」を制定意義とする市歌の作成が企画され、制定委員会では作曲家の團伊玖磨に作業を一任した。團は太田市に基幹工場の群馬製作所を置く富士重工業（現在のSUBARU）社歌を手掛けており、そうした縁からの依頼とみられる。
作詞は懸賞募集ではなくビクター音楽産業専属の井田誠一が行っており、同年6月の太田市議会定例会で制定議案が諮られた。6月13日の全員協議会では教育長が同年開催のあかぎ国体を始めスポーツ関連行事での演奏を想定したものである旨を答弁している。制定日は6月18日付で、ビクターがシングル盤（規格品番：PRA-10996）を製造した。歌い出しが「金山の みどりの風に……」で始まるものが旧版の市歌である。

### 歌詞の全面改訂
（旧）太田市は平成の大合併で新田郡尾島町、新田町、藪塚本町の3町と新設合併し、2005年（平成17年）3月28日に2代目の（新）太田市が発足した。合併協議会においては事前に市歌の取り扱いについて「新市において調整する」ことが取り決められていたが、他3町はいずれも町歌を制定していなかったことに加え「太田市の歌」の存廃に関しては著名な作曲家である團が手掛けた市歌の存続を希望する意見が出される。そのため、同名旧市の市歌から旋律のみを継承して歌詞を一新すると言う一種の「奇策」に基づいて新規の歌詞を公募し、合併から半年後の10月1日付の告示第127号で新「太田市の歌」として制定された。歌い出しが「松風の さやかにわたる……」で始まるものが改訂後の市歌である。